# Paolo Gauna
Paolo Gauna (Aosta, 21 marzo 1968) studioso di tradizioni delle popolazioni germaniche e della loro spiritualità, è il fondatore dell'organizzazione Comunità Odinista che si occupa di diffondere e promuovere l'Odinismo nell'Italia settentrionale e di riscoprire le tracce di cultura ancestrale degli antichi Longobardi.
È tuttora direttore della Comunità Odinista (dove ha il nome di Hundingr-Gisulf DCdG), attualmente (2014) lavora a Biella nel settore delle telecomunicazioni.

## Biografia
Terminati gli studi, lavora nella provincia di Asti nel campo della pubblicità. Nel 1994 fonda la Comunità Odinista, organizzazione odinista di ispirazione longobarda. Nello stesso anno viene pubblicata la rivista  l'Araldo di Thule. La fondazione della C.O. avviene in Islanda: pur ricoprendo un alto valore simbolico, questa scelta non ha alcuna relazione con la natura territoriale e locale della C.O.. Questa nuova struttura  viene intesa non come un'emanazione dell'Ásatrú islandese o scandinavo (in questa fase intercorrono rapporti solo con Thorsteinn Gudjonsson) ma piuttosto come espressione della fede ancestrale dei Longobardi e dei loro discendenti. Il termine "Comunità Odinista" viene scelto come diretto riferimento ai fondamenti di Alexander Rud Mills ed Else Christensen. 
In questa prima fase il gruppo si modella sull'esempio di altre organizzazioni come l'Odinic Rite inglese, l'Artgemeinschaft tedesca e la rivista belga "Megin" (diretta da Bernard Mengal). Un ruolo importante fu ricoperto dall'influenza dell'opera di riscoperta etno-culturale del ricercatore Gualtiero Ciola, detto Walto Hari. Nel 1995 Gauna conosce Ciola e attraverso il progetto di collaborazione all'Araldo di Thule e approfondisce i temi legati alle tracce di cultura germanica nell'Italia settentrionale. Lo stesso anno viene ufficialmente codificata la ritualità dei blótar stagionali e progettata la scadenza del "calendario langbärte" basato sulle festività della fede ancestrale longobarda e sulla ritualità contadina. In questa fase la C.O. si sviluppa prevalentemente in Piemonte e Veneto .
Nel 1998 entra in contatto con alcuni argentini discendenti di immigrati dall'Italia settentrionale: viene strutturata un'alleanza con la neonata organizzazione Hermandad Asatru Argentina "Martillo de Thor". Inizia anche la frequentazione e la collaborazione con i membri dell'Odinic Rite inglese.
Nel 2000 la C.O. sino ad allora suddivisa in "fratellanze" territoriali si è evoluta verso un modello organizzato in aree di competenza. La caratterizzazione del gruppo si basa sul trinomio "Fede, Volk e Famiglia  con la definizione della propria patria quale "entità consacrata alla rinascita del tribalismo longobardo ed alla perpetuazione del rito odinico". 
In questi ultimi anni Gauna si è occupato di ribadire ulteriormente la natura del gruppo in cui l'appartenenza ad una fede religiosa viene considerata alla luce dell'appartenenza ad una tradizione popolare, senza mai legarsi ufficialmente a favore di un qualsiasi schieramento politico. Ha dedicato inoltre molto tempo allo studio della tribalità longobarda ed alla diffusione della cultura tradizionale dei longobardi, al rapporto con i media (che include una pubblicazione per la Regione Lombardia).